# John Williams (Politiker, 1740)
John Williams (* 7. Juli 1740 in Hanover County, Colony of Virginia; † Dezember 1804 in Caswell County, North Carolina) war ein amerikanischer Politiker und Offizier während des Unabhängigkeitskrieges.
Williams gehörte 1775 als Delegierter dem Provinzkongress von North Carolina an. Nachdem der Unabhängigkeitskrieg ausgebrochen war, verpflichtete er sich in der Kontinentalarmee. Er bekleidete dort den Dienstgrad eines Colonels. Während des Kriegs saß er auch von 1778 bis 1780 im Repräsentantenhaus und dann 1782 im Senat von North Carolina. Nach dem Krieg war er noch einmal von 1793 bis 1794 Staatssenator.

## Familie
Williams’ gleichnamiger Cousin John war Delegierter zum Kontinentalkongress für North Carolina. Sein Enkel Christopher Harris Williams war Kongressabgeordneter für Tennessee, sein Urenkel John Sharp Williams vertrat den Staat Tennessee im US-Senat.